# Liste de dynasties, d'États et de divisions administratives kurdes

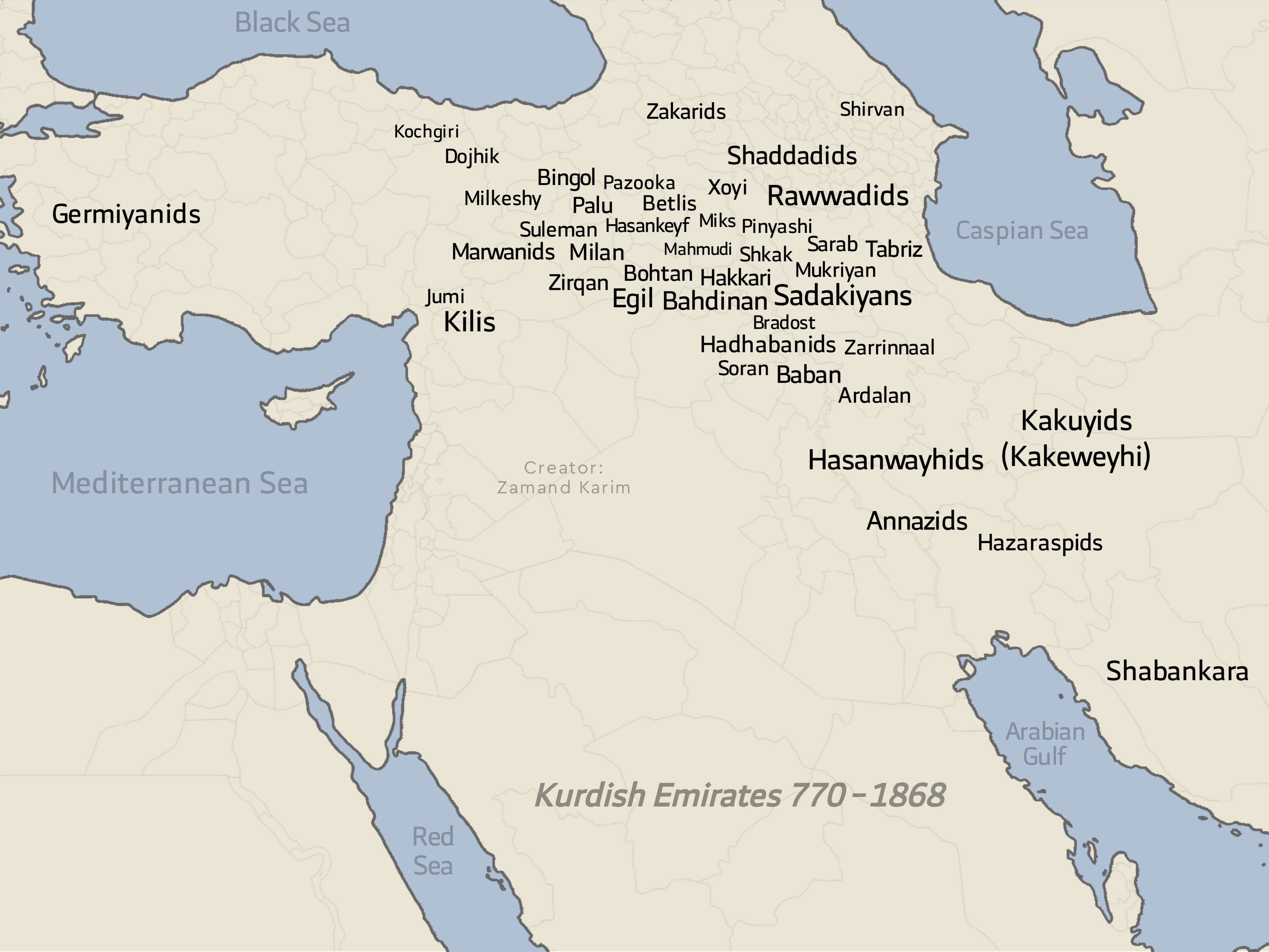
Tous les émirats et dynasties kurdes des années 770 à 1868

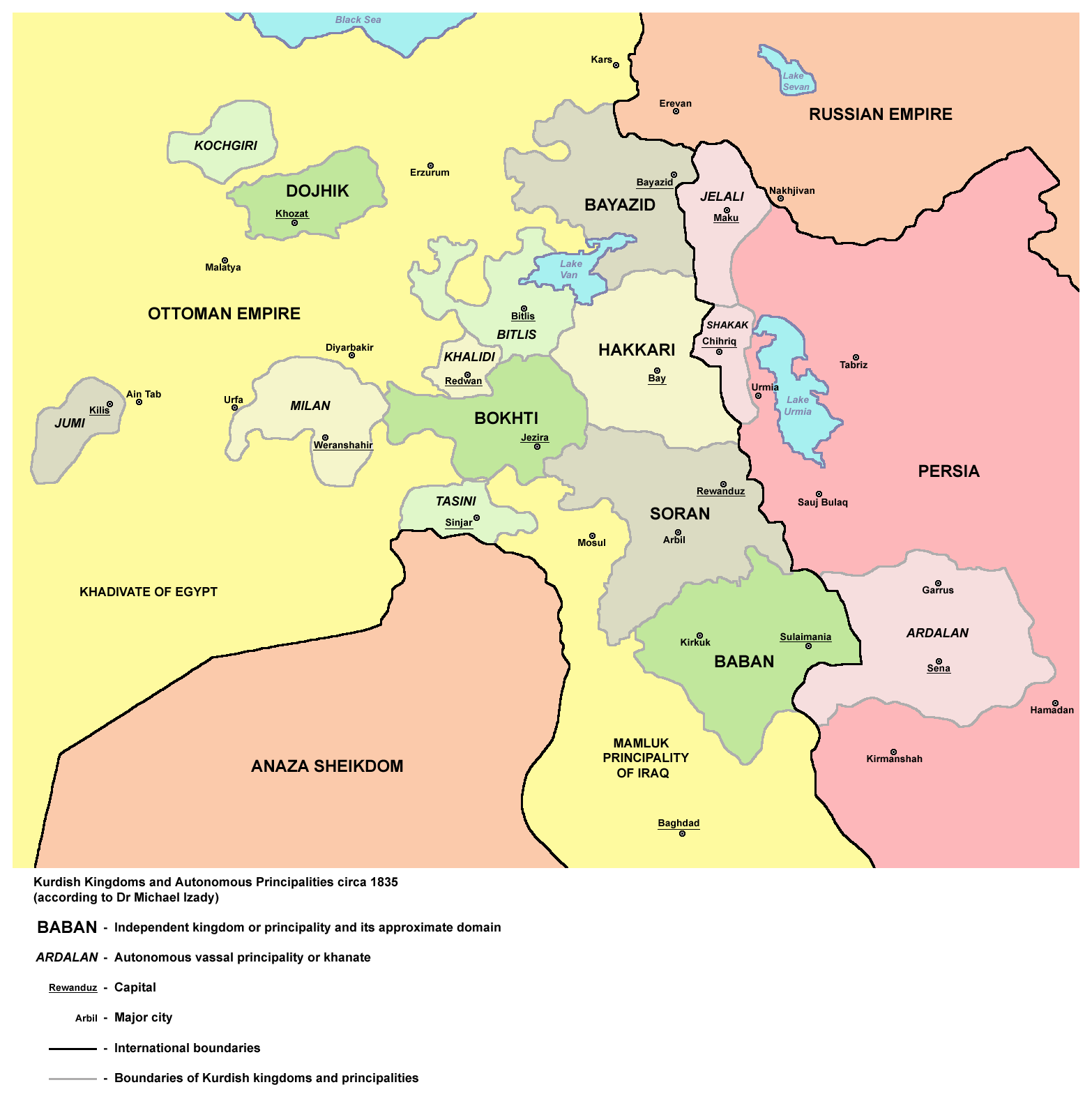
Royaumes indépendants et principautés autonomes kurdes vers 1835.

Cet article dresse une liste de dynasties, d'États et de divisions administratives kurdes.

## Période au début
Mèdes (678 av. J.-C. - 549 av. J.-C.),,,,,,,,,,,,
Gutis (2154 av. J.-C. - 2112 av. J.-C.),,
Lullubis (2400 av. J.-C. - 650 av. J.-C.),,,,
Mittani (1600 av. J.-C. - 1200 av. J.-C.),,
Gordyène,,,,,,,,
Kirti,,,,

## Dynasties et États jusqu'auXIXesiècle
- Sadakiyans (770 – 827/8, Iran, Ourmia)
- Cheddadides (951-1174, Transcaucasie)[38]
- Rawadides (955-1071/1116, Tabriz et de Maragheh[39])
- Hadhabani (906-1080)
- Marwanides (990-1096, Dinawar)
- Hasanwayhides (959-1095, Kirmashan), sur le Jibal
- Annazides (991-1117, Hulwan)
- Hazaraspides (1155-1425)
- Mukryan (1155-1425) (Piranshahr & Mahabad)
- Principauté des Erdalan (1169-1867)
- Dynastie des Ayyoubides (1171-1341)
- Principauté de Bitlis (1182-1847)
- Principauté du Bohtan (1330 - 1855, Cizre, Jazira)
- Principauté du Bahdinan (1339-1843, Amadia)
- Émirat de Mukriyan (en) (vers 1400-1800)
- Empire Safevide8(1501-1736)[40],[41],[42]
- Émirat de Bradost (en) (1510-1609)
- Principauté du Baban[43] (1649-1851[44], région de Souleimaniye[45])
- Dynastie Zand (1751 - 1794)
- Principauté du Soran (1816-1835, Rawanduz)
- Principauté du Hakkâri (1835-1847, actuel sud-est de la Turquie)

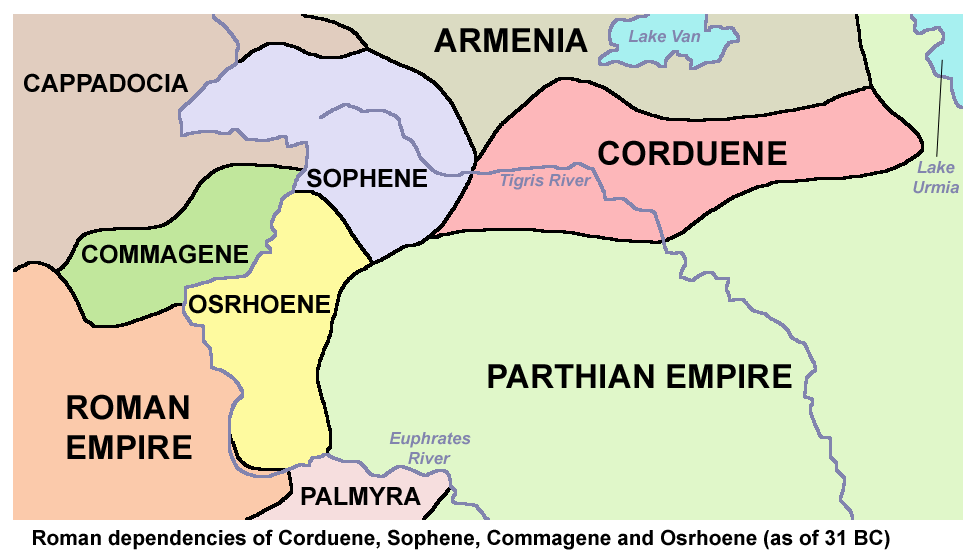
Province romaine de Corduene en 31 avant J.-C.
Haute Mésopotamie (Haute-Jézireh, Haute-Île).
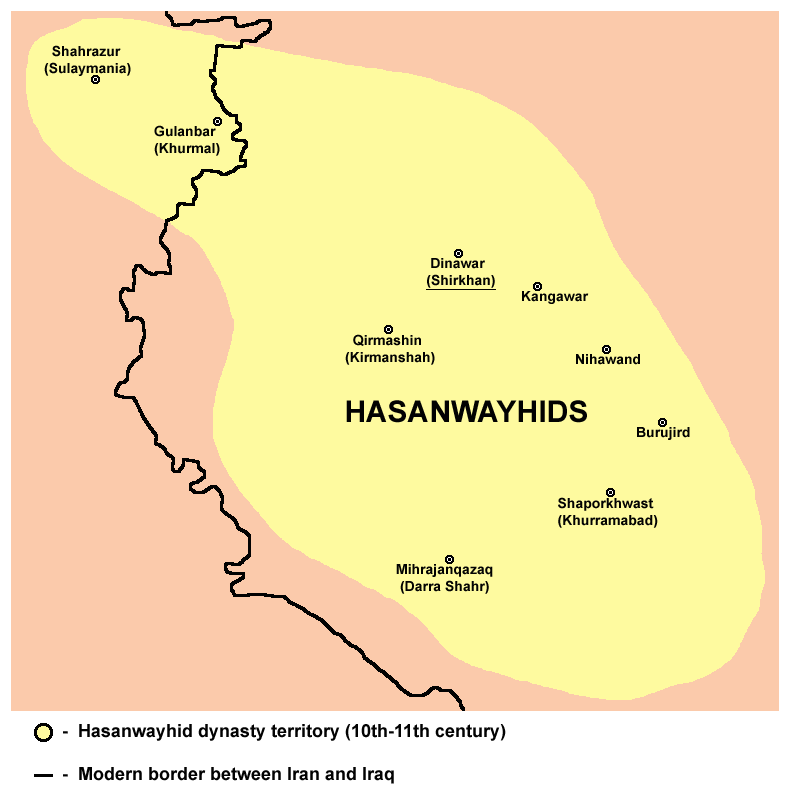
Hasanwayhid dynastie (10e-11e siècle).
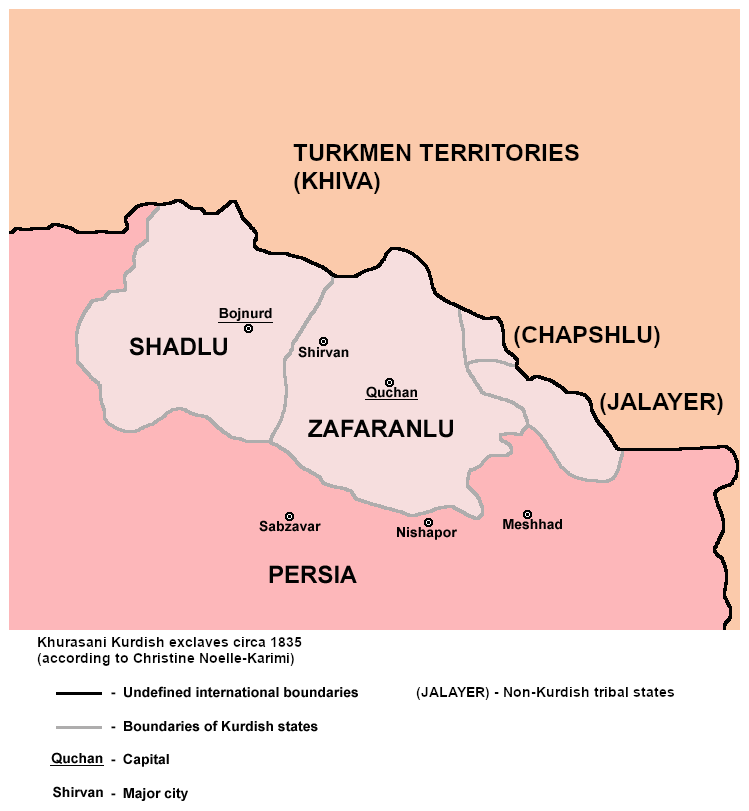
Khurasan, enclave kurde, vers 1835.

## XXesiècle
- Royaume du Kurdistan (1921-1924 et 1925)
- Kurdistan rouge : ouiezd du Kurdistan (1923-1929) et okroug du Kurdistan (1930)
- République de l'Ararat (1927-1930)
- République de Mahabad (1946-1947)
- République kurde de Latchin (1992)[46]
- Émirat islamique du Kurdistan (1994-2003)

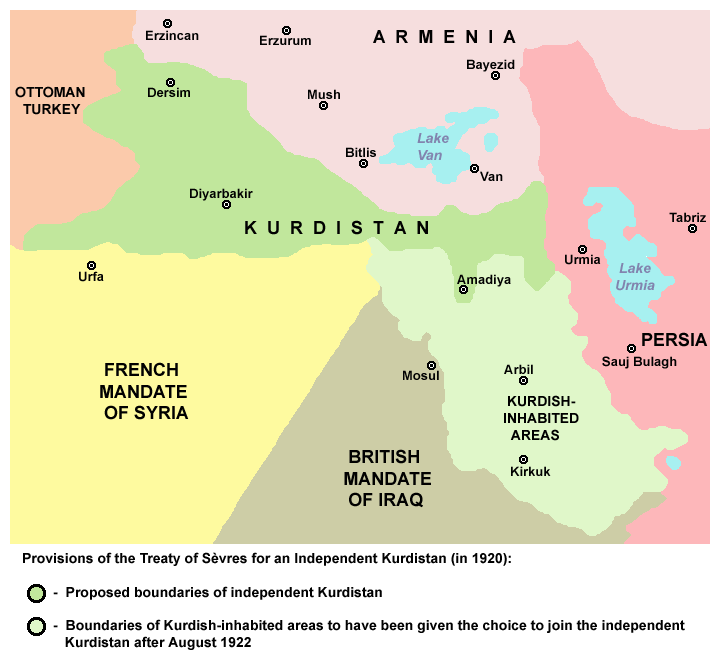
Les dispositions du Traité de Sèvres pour la création d'un Kurdistan indépendant (1920).
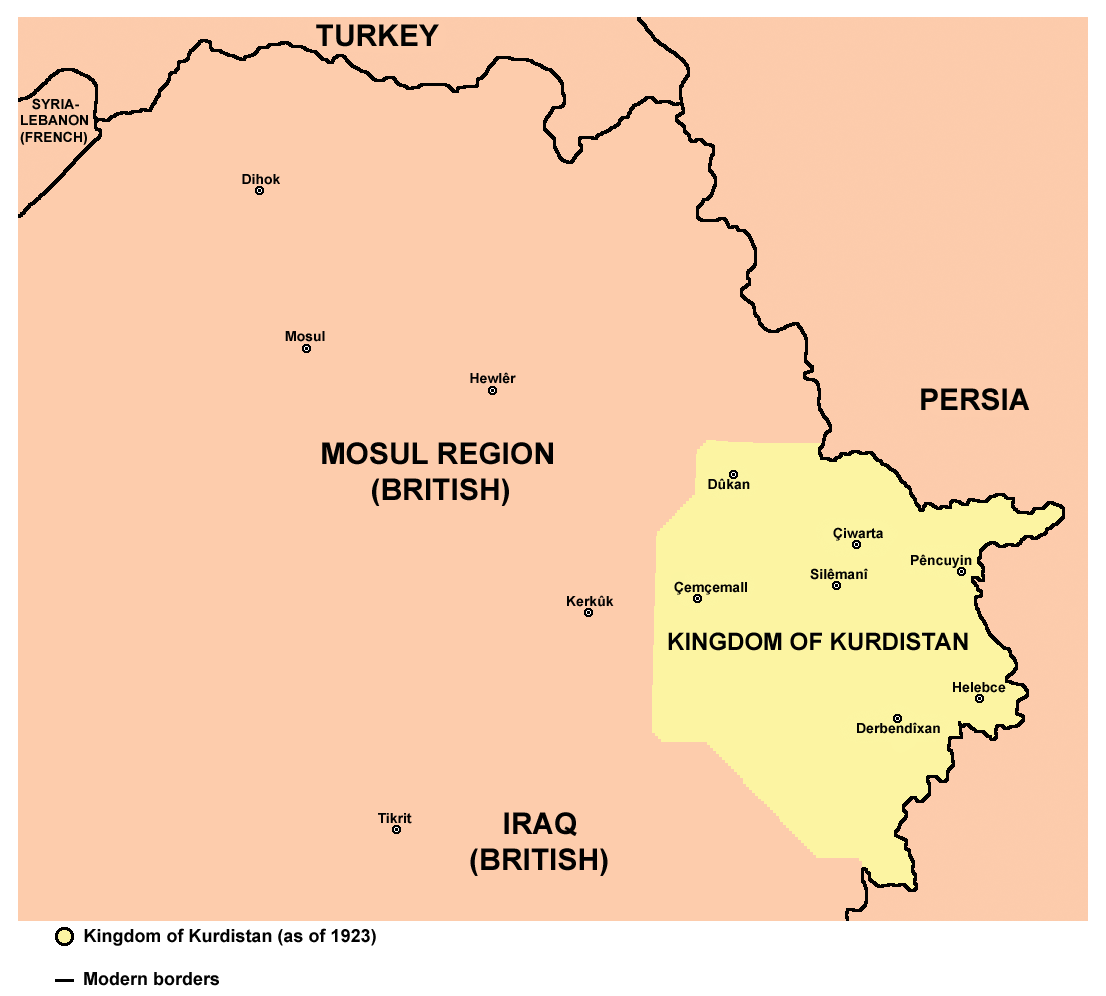
Royaume du Kurdistan (1923).
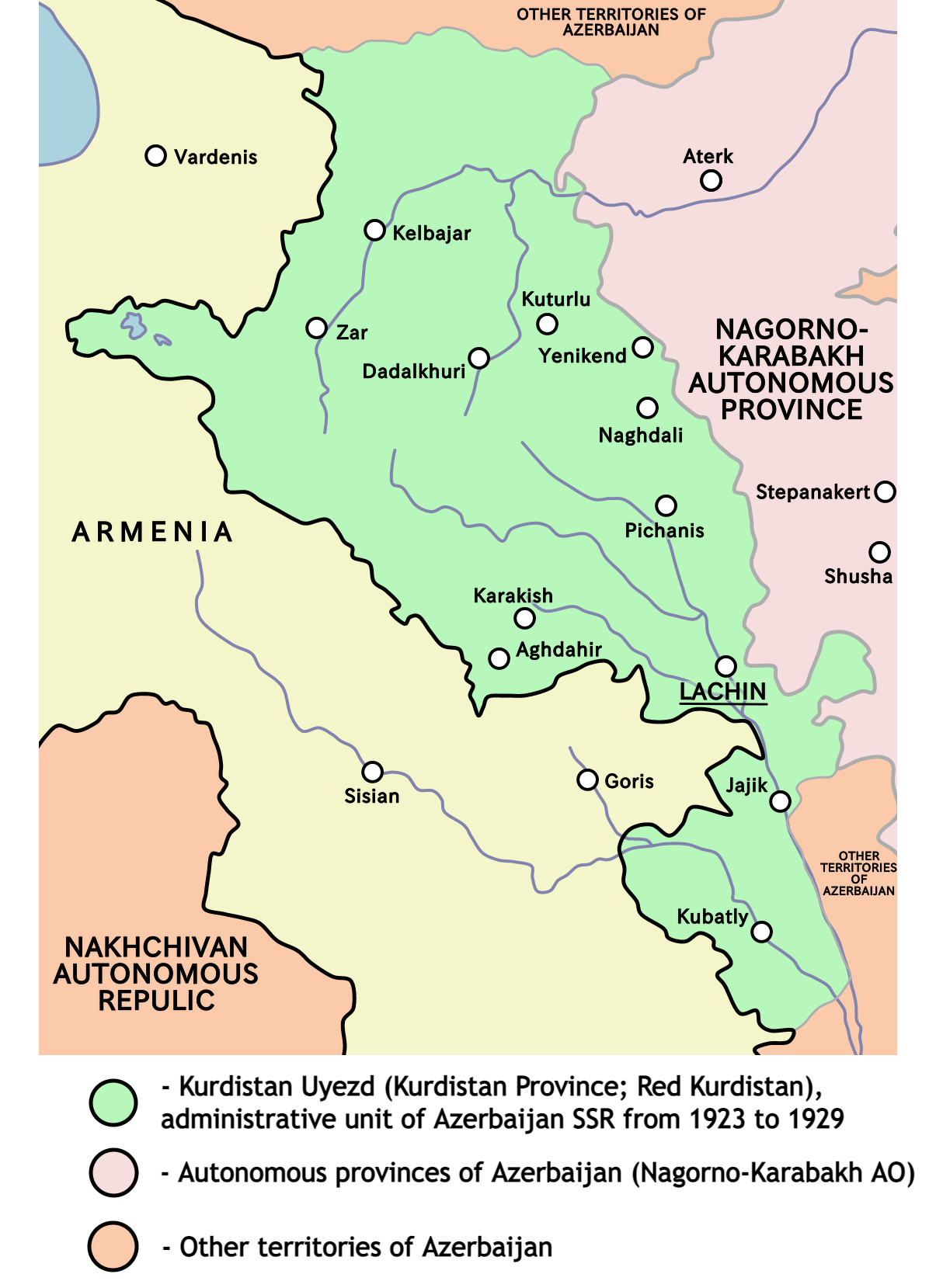
Le Kurdistan rouge (1923-1929).
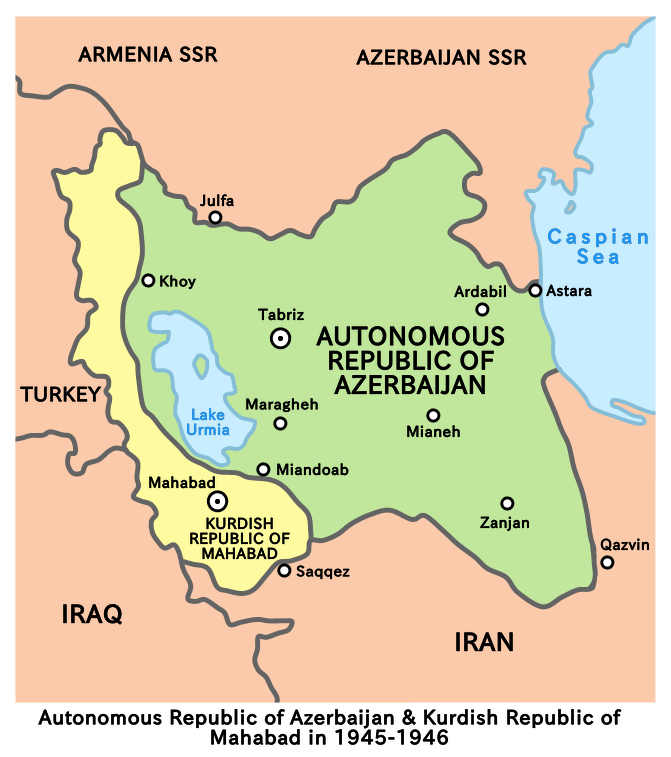
République de Mahabad, 1945-1946.

## Actuels
- Région du Kurdistan (depuis le 4 juillet 1992 à nos jours, dans le nord de l'Irak)
- Kurdistan syrien (contrôlé par le PYD ; région autonome auto-proclamée ; depuis le 19 juillet 2012)

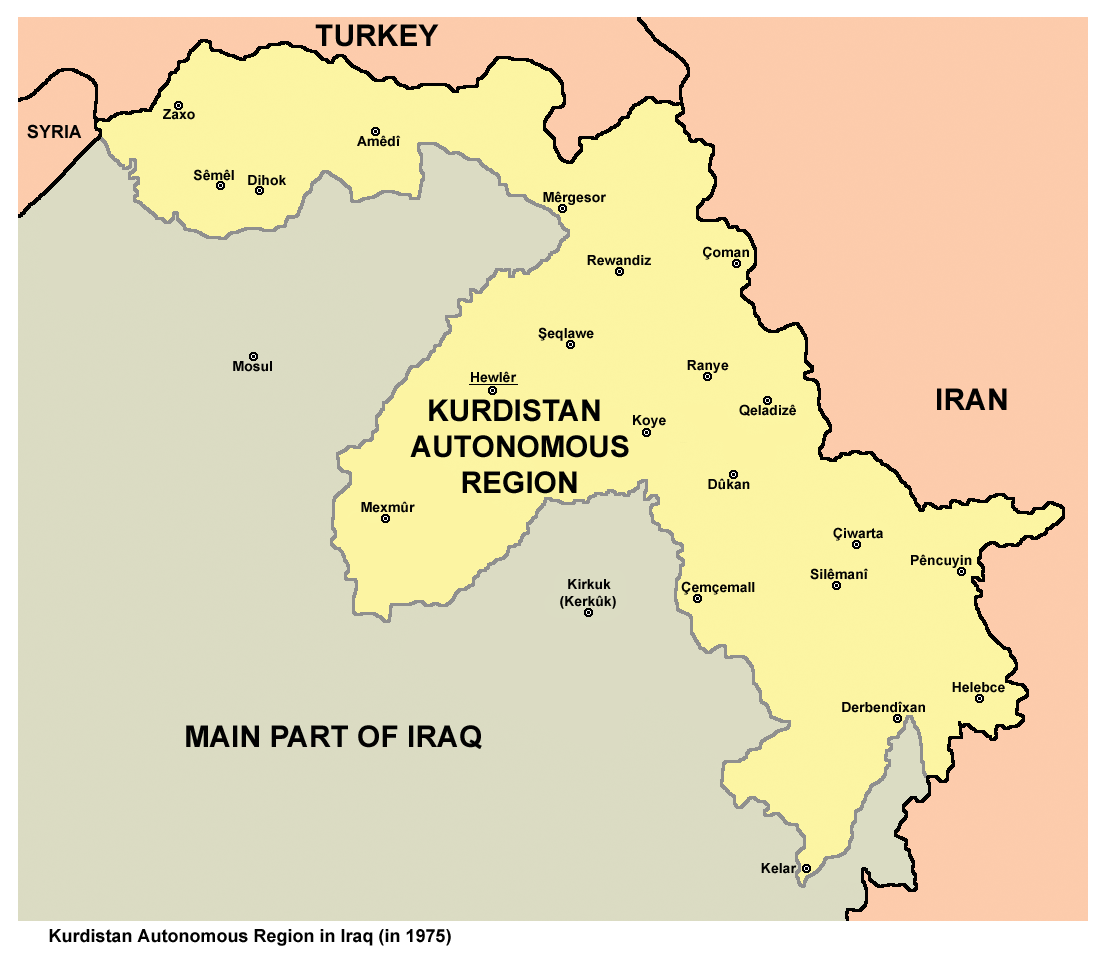
Le Kurdistan irakien en 1975.
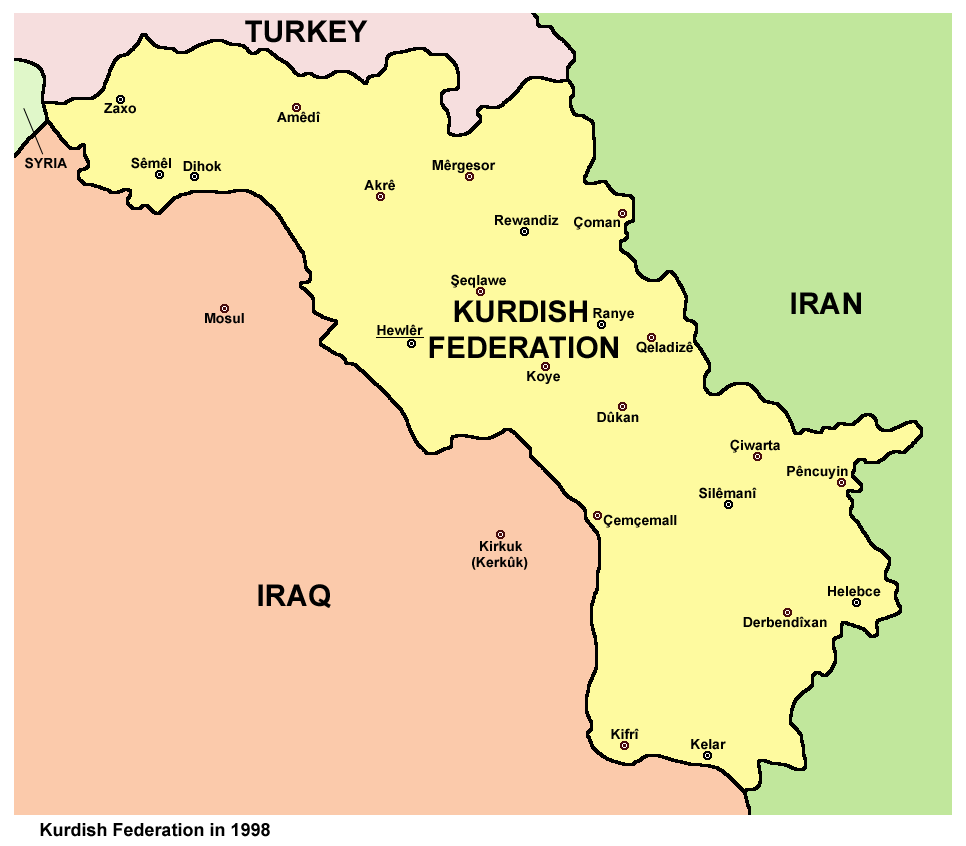
Le Kurdistan irakien en 1998.
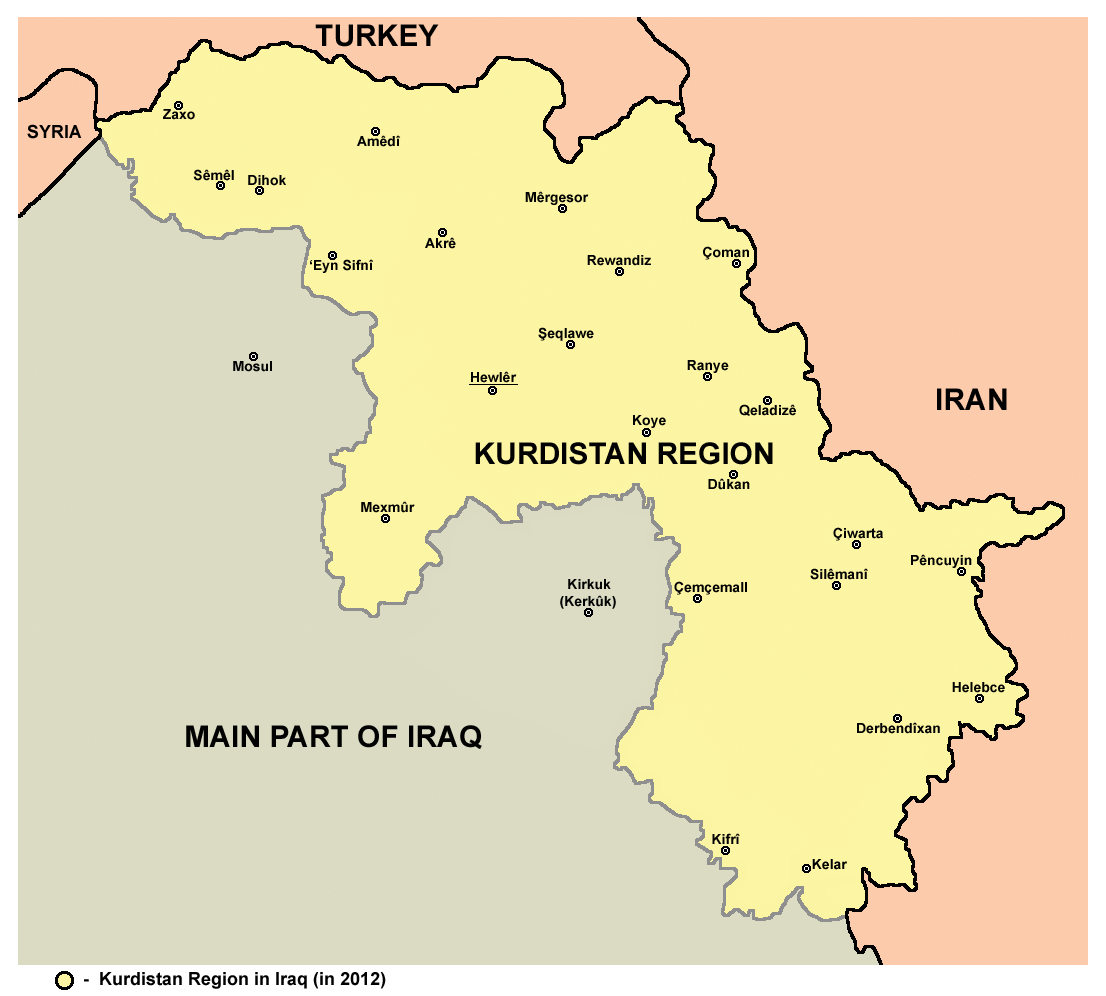
Le Kurdistan irakien en 2012.
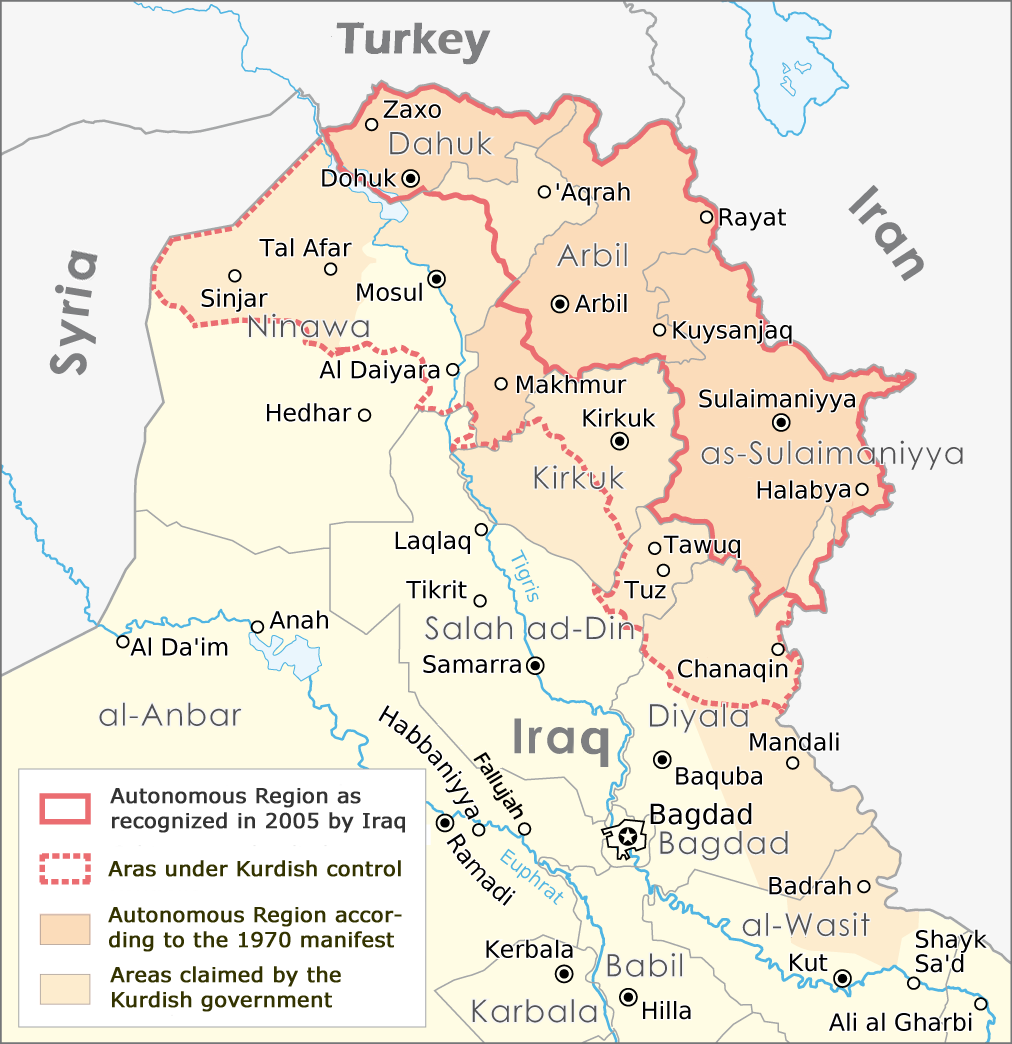
Situation actuelle (2017) au Kurdistan irakien.